# TX-0
TX-0(Transistorized EXperimental computer zero)は、初期の完全トランジスタ式コンピュータのひとつ。当時としては大規模な64K×18ビットワードの磁気コアメモリを備えていた。1956年に稼動を開始し、1960年代まで使われた。tixoとも呼ばれる。
MITリンカーン研究所で主として、トランジスタ化設計と大規模磁気コアメモリシステムの実験のために設計されたもので、TX-0の基本設計はリンカーン研究所が以前に設計した有名なWhirlwindをトランジスタ化したものである。Whirlwindが大きな建物のフロア全体を占めるような大きさであったのに対して、TX-0はそれなりの部屋に収まり、しかも高速だった。Whirlwindと同様TX-0にもディスプレイシステムが装備されていた。12インチのオシロスコープを装備していて、7インチ×7インチの範囲に512×512ピクセルの表示ができた。
TX-0は実用を目的としていたわけではない。メモリは64Kワードあったが、それを使いこなすには16ビットのアドレス空間が必要である。しかし、コスト削減のため、命令語長は18ビットに切り詰められていた。これでは、命令コードに2ビットしか使えず、命令は4種類しかないことになる。TX-0には基本命令としてストアと加算と分岐しかなかった。しかし、4番目の命令 "operate" は命令語の続きを命令コードとして解釈するもので、これによって便利な命令をいくつも使うことができた。加算には10μ秒かかった。
TX-0の成功により、より大規模で複雑な TX-1 が直ちに計画された。しかし、その複雑さゆえ計画はすぐに頓挫し、規模を縮小して再設計され、1958年にTX-2が完成した。磁気コアメモリは当時非常に高価だったので、TX-0のメモリの一部はTX-2に転用された。研究対象としての TX-0 が不要になると、1958年7月にMIT電子工学研究所(RLE)にほぼ無期限で貸し出され、後にMIT人工知能研究所に受け継がれた。
リンカーン研究所から引き渡されたときにはわずか4Kワードのコアメモリしかなかったが、命令の形式は上述の通り64Kワードにアクセス可能であった。そこで約1年半後には命令コードを4ビットに増やし、インデックスレジスタも追加された。これによってプログラミングが格段に楽になり、後にはメモリを8Kまで拡張した。この新たに生まれ変わったTX-0は音声認識や手書き文字認識などの様々な情報工学関連の研究開発に使われた。テキストエディタやデバッガなどのツール類も開発された。

## TX-2

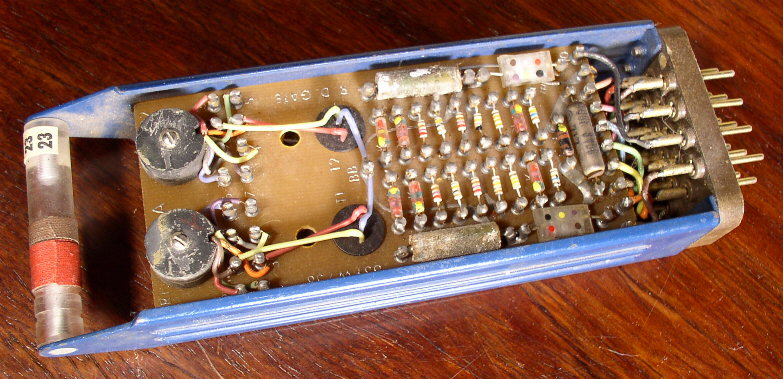
TX-2の回路モジュール

TX-2はTX-0の後継として1958年に完成し、人工知能やヒューマンマシンインターフェースの研究に使われた。トランジスタベースで64K×36ビットワードの磁気コアメモリを搭載。アイバン・サザランドのスケッチパッドプログラムはTX-2上で動作した。
その後TX-2プロジェクトも障害に直面し、チームメンバーの何人かはプロジェクトを離れ会社を設立することになった。TX-2の設計の基本となっているモジュールを「研究モジュール」として一時期販売した後、ディジタル・イクイップメント・コーポレーション(DEC)はTX-0を簡素化した製品を開発し、1961年にPDP-1として発売した。最初のPDP-1はTX-0の隣の部屋に設置され、一時期並んで動作していた。